# Wim Meulenkamp (politicus)
Wim Meulenkamp (Hengelo, 3 januari 1973) is een Nederlands politicus namens de VVD. Hij is sinds 6 december 2023 lid van de Tweede Kamer der Staten-Generaal. 
Daarvoor was hij van 2014 tot 2023 wethouder van de gemeente Hof van Twente.